# Mirabelle Thovex
Mirabelle Thovex (Auray, 24 agosto 1991) è un'ex snowboarder francese.

## Palmarès

### Mondiali juniores
- 1 medaglia:
  - 1 bronzo (halfpipe a Valmalenco 2011)

### Coppa del Mondo
- Miglior piazzamento nella Coppa del Mondo generale di freestyle: 4ª nel 2011
- Miglior piazzamento nella Coppa del Mondo di halfpipe: 4ª nel 2011
- 1 podio:
  - 1 secondo posto